# Basara
Basara är en manga, som även blivit en TV-anime om 13 avsnitt. Handlingen utspelar sig i framtidens Japan, ödelagt efter en katastrof. I centrum står Sarasa, en ung flicka vars tvillingbror Tatara har blivit förutspådd att återföra landet till sin forna glans. När Tatara mördas, tar Sarasa hans plats och låtsas vara honom, så att folket inte ska förlora sitt hopp. Serien floppade i Sverige och stoppades efter 5 volymer.
Omfång: 27 volymer varav 5 översatta till svenska (maj 2007, stoppad)

Författare: Yumi Tamura

Ursprunglig publikation: 1990-1998

Svensk publikation: 2006-2007

Översättare: Nika Hashiguchi och Richard Schicke

Svenskt förlag: Mangismo

Läsriktning: höger till vänster, sidorna är ej spegelvända.